# 페르난도 세레나
페르난도 로드리게스 세레나(스페인어: Fernando Rodríguez Serena; 1941년 1월 28일, 마드리드 주 마드리드 ~ 2018년 10월 15일, 나바라 주 팜플로나)는 스페인의 전 축구 선수로, 현역 시절 우측 미드필더로 활약하였다.
그는 9년에 걸쳐 144번의 라 리가 경기에 출전했는데, 레알 마드리드, 오사수나, 그리고 엘체 소속으로 도합 23번의 득점을 올렸다. 이 중 레알 마드리드 소속으로는 1965–66 시즌에 유러피언컵 우승을 거두었다.

## 클럽 경력
마드리드 출신인 세레나는 레알 마드리드의 유소년부를 졸업하고 소속 구단의 2군에서 성인 무대 신고식을 치렀다. 그는 이후 2년 동안 오사수나에 임대되어 1961년 9월 3일에 2-2로 비긴 에스파뇰과의 안방 경기에서 라 리가 첫 경기를 치렀고 첫 골은 2주 뒤의 아틀레티코 마드리드와의 경기에서 터졌는데, 안방에서 치른 이 경기는 3-1로 이겼다.
산티아고 베르나베우로 복귀한 세레나는 86번의 공식 경기에 출전하여 15골을 기록했고, 4번의 리그 우승을 경험했으며, 1965–66 시즌에는 유러피언컵 정상을 차지했다. 후자의 대회에서, 그는 FK 파르티잔과의 결승전에서 결승골을 터뜨렸는데, 공을 가슴으로 받아 그대로 페널티 구역 바깥에서 때려넣었고, 브뤼셀에서 벌어진 그 경기는 2-1 승리로 끝났다.
그는 엘체에서 1부 리그 2시즌을 더 보냈는데, 1969 코파 델 헤네랄리시모 결승전에서 아틀레틱 빌바오를 상대하였고, 1970년에는 세군다 디비시온의 산트 안드레우에서 활약했다. 나르시스 살라 시립 구장 연고 구단 소속으로 전 대회 통틀어 210경기를 뛴 그는 35세에 축구계에서 은퇴했다.

## 국가대표팀 경력
세레나는 스페인 국가대표팀 경기에 1번 출전하였는데, 1963년 1월 9일에 0-0으로 안방에서 비긴 프랑스와의 친선경기에서 46분에 엔리케 코야르와 교체되어 출전했다.

## 최후
세레나는 2018년 10월 15일, 나바라 주 팜플로나에서 향년 77세로 영면에 들었다. 그는 은퇴 후 팜플로나에 정착했는데, 이 곳에서 배우자 마리아 앙헬레스 가스톤과 슬하에 2명의 자식을 두었다.

## 수상
레알 마드리드
- 라 리가: 1963–64, 1964–65, 1966–67, 1967–68
- 유러피언컵: 1965–66